# Љубомир Јездић
Љубомир Јездић — Развигора (Лозница, 1. октобар 1884 — Београд, 15. септембар 1927) био је српски четнички војвода и адвокат. Четовао је по Старој Србији.

## Младост
Рођен је у Лозници 1. октобра 1884. Шест разреда гимназије окончао је у Шапцу. Уписао се на Војну академију, али пре краја треће године морао је да напусти академију. Уписао се на студије права у Београду. Током тога периода постао је један од истакнутих вођа националистичке омладине.

## Четнички војвода
Прешао је границу 1. фебруара 1905. и отишао у Стару Србију, где је ступио у чету четничкога војводе Ђорђа Ристића Скопљанчета. После тога прешао је у чету војводе Ристе Старечкога. Када се Старечки вратио у Србију Јездић је постао војвода његове чете. Учествовао је у великом сукобу са турском војском код Челопека 16. априла 1905.

## Учешће у ратовима
Током Балканских ратова борио се као водник, а у Првом светском рату као командир чете и као командир митраљескога одељења у југословенском добровољачком пуку. Када се разболео именован је за војнога делегата у Тунису. Након 1918. живио је у Београду као адвокат.